# Anna Elowson
Anna Elowson, född Gyllenspetz 25 maj 1869 i Rasbokils församling, Uppsala län, död 29 januari 1953 på Lidingö, var en svensk konstnär.
Hon var dotter till jägmästaren Otto Alfred Gyllenspetz och Selma Aurora Nyström samt från 1895 gift med fil. dr. Gullbrand Elowson. Elowson studerade konst vid Académie Colarossi i Paris. Hon medverkade i utställningar på Konstnärshuset och Svensk-franska konstgalleriet i Stockholm. Hennes konst består huvudsakligen av porträtt men även en del landskap och blomsterstilleben.